# Placodominae
De Placodominae zijn een onderfamilie van vlinders in de familie van de zakjesdragers (Psychidae).

## Geslachten
- Anatolopsyche Sugimoto & Saigusa, 2003
- Australoplacodoma Sobczyk & Mey, 2007
- Placodoma Chrétien, 1915